# Landtagswahlkreis Zell am See
Der Wahlbezirk Zell am See (Wahlbezirk 6) ist ein Wahlkreis in Salzburg, der den politischen Bezirk Zell am See (Pinzgau) umfasst. Bei der Wahl 2013 zum Salzburger Landtag waren im Wahlbezirk Zell am See 63.484 Personen wahlberechtigt, wobei bei der Wahl die Österreichische Volkspartei (ÖVP) mit 28,9 % als stärkste Partei hervorging. Neben der ÖVP, die eines der sechs möglichen Grundmandate im Wahlkreis erzielte, erreichte auch die Sozialdemokratische Partei Österreichs (SPÖ) und die Freiheitliche Partei Österreichs (FPÖ) je ein Grundmandat.

## Geschichte

### Monarchie
Wahlbezirke für die neuen gewählten Landtage wurden im Kaisertum Österreich für das Kronlandes Herzogtum Salzburg mit dem Oktoberdiplom 1860 eingerichtet, als Salzburg ein neues Landestatut bekam, und wurden mit dem Februarpatent 1861 für alle Kronländer neu verordnet.
Dabei hatte der Landtag im Herzogthum Salzburg insgesamt 26 (ursprünglich 20) Sitze (Abgeordnete), unter anderen 10 Vertreter der Städte und Märkte (Wahlgruppe II, ursprünglich 5) und 8 der Landgemeinden (Wahlgruppe III, ursprünglich 9).
Für den Pinzgau waren vorgesehen:
- Wahlbezirk Zell am See, Wahlgruppe II: Zell am See, Salfelden, Mittersill, Lofer, Taxenbach – 1 Abgeordneter[6] (ursprünglich nicht vorgesehen)
- Wahlbezirk Zell am See, Wahlgruppe III: politische Bezirke Zell am See, Salfelden, Mittersill, Lofer, Taxenbach – 2 Abgeordnete (ursprünglich erstere 3 und letztere 2 je ein Wahlbezirk)[7]

### Republik
Ursprünglich bestand dann im Bundesland Salzburg der Republik Österreich bei Landtagswahlen lediglich ein Wahlkreis. Nachdem die burgenländische Landtagswahl 1977 beim Verfassungsgerichtshof angefochten worden war, erkannte der Verfassungsgerichtshof, dass die Nennung von „Wahlkreisen“ im Artikel 26 des Bundes-Verfassungsgesetzes, also im Plural, dahingehend auszulegen sein, dass mindestens zwei Wahlkreise pro Bundesland bestehen müssen. In der Folge änderten die betroffenen Bundesländer Kärnten, Salzburg und das Burgenland ihre Landtagswahlordnungen. Das Land Salzburg vollzog die notwendige Adaptierung mit der am 27. September beschlossenen Landtagswahlordnung 1978, die das Land Salzburg in sechs Wahlkreise unterteilte. Der Bezirk Zell am See bildete in der Folge einen eigenen Wahlkreis.
Der Landtagswahlkreis Zell am See wurde fast ausschließlich von der Österreichischen Volkspartei (ÖVP) dominiert. Zwischen 1979 und 1999 erreichte die ÖVP immer zwischen 40 und 49 %, wobei sie 1984 mit 49,3 % auf ihr bestes Ergebnis kam. Seit der Landtagswahl 1984 verlor die ÖVP jedoch sukzessive an Stimmenanteilen, wobei sie 2013 nur noch auf 28,9 % kam und damit ihr schlechtestes Ergebnis im Wahlkreis verzeichnete. Dennoch erzielte die ÖVP im Wahlkreis Zell am See mit zwei Ausnahmen den ersten Platz, lediglich mit dem Siegeszug von Gabi Burgstaller verlor die ÖVP 2004 und 2009 den ersten Platz im Wahlkreis.
Die Sozialdemokratische Partei Österreichs (SPÖ) war mit zwei Ausnahmen immer die zweitstärkste Partei im Wahlkreis, wobei sie 1979 noch 44,8 % erzielt hatte und in der Folge nahezu sukzessive bis 1999 auf 36,0 % verlor. Mit dem Antreten von Gabi Burgstaller konnte die SPÖ 2004 die ÖVP jedoch überholen und mit 48,0 % ihr bisher bestes Ergebnis erreichen. 2009 konnte die SPÖ ihre Spitzenposition trotz Verluste halten, 2013 stürzte sie auf 26,6 %, ihr bisher schlechtestes Ergebnis, ab.
Die Freiheitliche Partei Österreichs (FPÖ) war bisher bei jeder Wahl die drittstärkste Partei im Bezirk Zell am See, wobei sie 2013 mit 20,3 % auf ihr bisher bestes Ergebnis kam. Der Bezirk Zell am See war damit 2013 der Wahlkreis mit dem besten FPÖ-Ergebnis. Die Grünen Salzburg kamen bis 2009 bei keiner Wahl über 5,0 %. Dank massiver Gewinne bei der Landtagswahl konnten die Grünen 2013 mit 13,9 % ihr bestes Ergebnis erzielen, belegten jedoch trotzdem nur den vierten Platz hinter der FPÖ.

## Wahlergebnisse
| Landtagswahlen im Wahlkreis Zell am See | Landtagswahlen im Wahlkreis Zell am See | Landtagswahlen im Wahlkreis Zell am See | Landtagswahlen im Wahlkreis Zell am See | Landtagswahlen im Wahlkreis Zell am See | Landtagswahlen im Wahlkreis Zell am See | Landtagswahlen im Wahlkreis Zell am See | Landtagswahlen im Wahlkreis Zell am See | Landtagswahlen im Wahlkreis Zell am See |
| --------------------------------------- | --------------------------------------- | --------------------------------------- | --------------------------------------- | --------------------------------------- | --------------------------------------- | --------------------------------------- | --------------------------------------- | --------------------------------------- |
| Wahltermin                              | GM                                      |                                         | SPÖ                                     | ÖVP                                     | FPÖ                                     | GRÜNE                                   | KPÖ                                     | Sonstige                                |
| 25. März 1979                           |                                         | Stimmenanteile (%)                      | 44,77                                   | 45,11                                   | 9,54                                    | -                                       |                                         | 0,57                                    |
| 25. März 1979                           | 6                                       | Grundmandate                            | 2                                       | 2                                       | 0                                       | -                                       | -                                       | 0                                       |
| 25. März 1984                           |                                         | Stimmenanteile (%)                      | 41,29                                   | 49,32                                   | 6,04                                    | 2,16                                    |                                         | 1,19                                    |
| 25. März 1984                           | 6                                       | Grundmandate                            | 2                                       | 2                                       | 0                                       | 0                                       | -                                       | 0                                       |
| 12. März 1989                           |                                         | Stimmenanteile (%)                      | 36,50                                   | 44,02                                   | 14,60                                   | 2,95                                    |                                         | 1,92                                    |
| 12. März 1989                           | 6                                       | Grundmandate                            | 2                                       | 2                                       | 0                                       | 0                                       | -                                       | 0                                       |
| 13. März 1994                           |                                         | Stimmenanteile (%)                      | 33,06                                   | 40,36                                   | 17,48                                   | 5,01                                    |                                         | 4,09                                    |
| 13. März 1994                           | 4                                       | Grundmandate                            | 2                                       | 1                                       | 1                                       | 0                                       | -                                       | 0                                       |
| 7. März 1999                            |                                         | Stimmenanteile (%)                      | 36,00                                   | 40,06                                   | 18,55                                   | 3,03                                    |                                         | 2,35                                    |
| 7. März 1999                            | 4                                       | Grundmandate                            | 2                                       | 2                                       | 1                                       | 0                                       | -                                       | 0                                       |
| 7. März 2004                            |                                         | Stimmenanteile (%)                      | 48,02                                   | 37,96                                   | 9,31                                    | 4,72                                    |                                         | -                                       |
| 7. März 2004                            | 6                                       | Grundmandate                            | 2                                       | 2                                       | 0                                       | 0                                       | -                                       | -                                       |
| 1. März 2009                            |                                         | Stimmenanteile (%)                      | 44,05                                   | 36,06                                   | 13,35                                   | 4,00                                    | -                                       | 2,55                                    |
| 1. März 2009                            | 6                                       | Grundmandate                            | 2                                       | 2                                       | 0                                       | 0                                       | -                                       | 0                                       |
| 5. Mai 2013                             |                                         | Stimmenanteile (%)                      | 26,56                                   | 28.89                                   | 20,26                                   | 13,86                                   | -                                       | 10,38                                   |
| 5. Mai 2013                             | 6                                       | Grundmandate                            | 1                                       | 1                                       | 1                                       | 0                                       | -                                       | 0                                       |
| 22. April 2018                          |                                         | Stimmenanteile (%)                      | 21,1                                    | 38,5                                    | 17,7                                    | 5,7                                     | -                                       | 16,8                                    |
| 22. April 2018                          | 6                                       | Grundmandate                            | 1                                       | 2                                       | 1                                       | 0                                       | -                                       | 0                                       |
| 23. April 2023                          |                                         | Stimmenanteile (%)                      | 20,5                                    | 34,1                                    | 28,1                                    | 5,3                                     | 6,6                                     | 5,5                                     |
| 23. April 2023                          | 6                                       | Grundmandate                            | 1                                       | 2                                       | 1                                       | 0                                       | 0                                       | 0                                       |